# جيريمي بلا
جيريمي بلا (بالفرنسية: Jérémie Bela)‏ هو لاعب كرة قدم فرنسي في مركز نصف الجناح، ولد في 8 أبريل 1993 في مولن في فرنسا. لعب مع نادي ديجون ونادي لانس.

## وصلات خارجية
- جيريمي بلا على موقع قاعدة بيانات كرة القدم.إي يو (الإنجليزية)
- جيريمي بلا على موقع ناشيونال فوتبول تيمز (الإنجليزية)
- جيريمي بلا على موقع Soccerway.com (الإنجليزية)
- جيريمي بلا على موقع AS.com (الإسبانية)